# 茲多爾布尼夫區

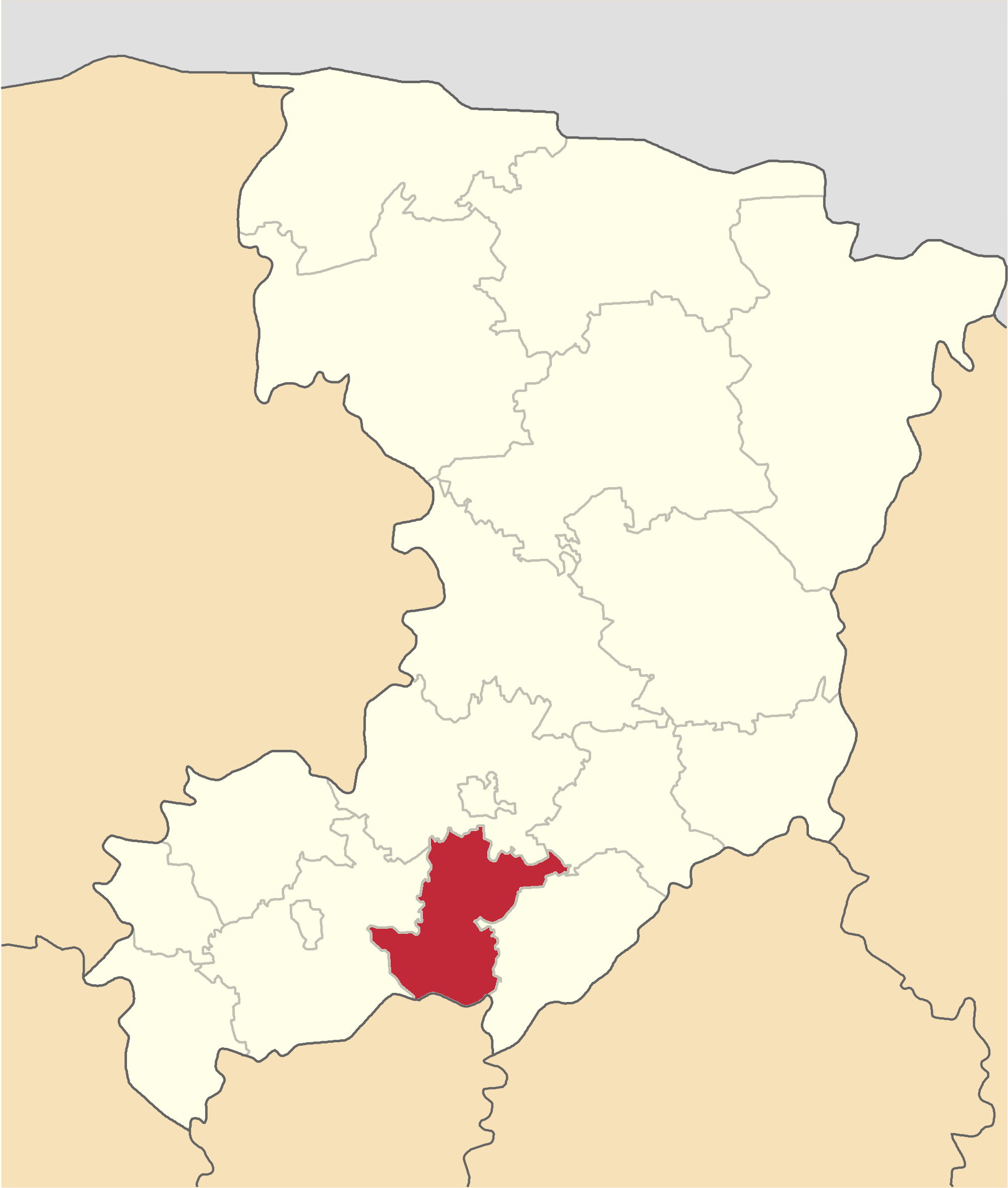

茲多爾布尼夫區（烏克蘭語：Здолбунівський район）是位於烏克蘭西北部羅夫諾州的舊區，首府設於茲多爾布尼夫，並於2020年被撤銷。該區面積659平方公里，2015年人口57,383，人口密度每平方公里87.08人。